# Tanaopsis laticaudatus
Tanaopsis laticaudatus is een naaldkreeftjessoort uit de familie van de Tanaopsidae. De wetenschappelijke naam van de soort werd in 1882 voor het eerst geldig gepubliceerd door Georg Ossian Sars.